# 12 км (Переволоцький район)
12 км (рос. 12 км) — селище у складі Переволоцького району Оренбурзької області, Росія.

## Населення
Населення — 36 осіб (2010; 32 у 2002).
Національний склад (станом на 2002 рік):
- росіяни — 94 %